# Dolphin (KDE)
Dolphin è un file manager per KDE, quello predefinito nell'ambiente desktop KDE 4 potendo anche essere installato in KDE 3. Konqueror, il precedente file manager predefinito, è stato ridimensionato alla funzione di browser web e visualizzatore universale, sebbene mantenga le funzionalità di file manager condividendole con Dolphin.
La scelta di sostituire le funzioni di file manager di Konqueror con un programma espressamente dedicato nasce dalla constatazione che molti utenti consideravano Konqueror troppo complesso. La versione di Dolphin per KDE 3 non è più sviluppata. Comunque continua ad essere non ufficialmente disponibile sotto il nome di D3lphin.

## Caratteristiche
Lo spazio di lavoro presenta un'area centrale che consente l'accesso ai file e 4 pannelli opzionali, posizionabili a piacere, dedicati a funzioni specifiche:
- Risorse: visualizza le cartelle più importanti secondo le decisioni dell'utente e tutte le eventuali memorie di massa inserite come per esempio i CD, DVD e le memorie flash.
- Informazioni[4]: visualizza dati relativi all'elemento selezionato (file o cartella) come nome, anteprima, data di modifica e tipo. A seconda del tipo di file i dati visualizzati possono variare. Se NEPOMUK è attivato è possibile vedere e modificare voto, etichette e commento del file. Nel caso di file multimediali (audio o video) è possibile avviarne la riproduzione direttamente nel pannello grazie all'integrazione con Phonon.
- Cartelle: mostra l'albero delle cartelle come tipicamente è presente in un file manager.
- Terminale: è un emulatore di terminale a disposizione senza bisogno di avviare Konsole. Il cambio della cartella nell'area di lavoro comporta la modifica della cartella di lavoro del terminale.

In modalità predefinita Dolphin presenta il pannello Risorse sulla sinistra e il pannello Informazioni sulla destra. I pannelli possono essere aggiunti ed eliminati dal menu dell'applicazione, ma anche richiamati con combinazioni di tasti, particolarmente comodo può essere l'utilizzo del tasto F4 per mostrare e nascondere, secondo necessità, l'emulatore di terminale.
Altre caratteristiche del programma sono:
- Funzionalità di ricerca integrata che utilizza NEPOMUK per mostrare le risorse sulla base dei criteri definiti dall'utente[6].
- Barra degli indirizzi cliccabile (breadcrumb): è possibile accedere direttamente ad ogni cartella che compone l'indirizzo della cartella correntemente visualizzata.

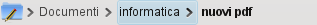
Barra degli indirizzi cliccabile

- Modalità di selezione file alternativa con icone di selezione/deselezione visibili quando il puntatore del mouse passa sul file/cartella.

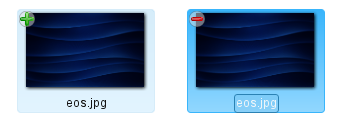
Selezione dei file

- 3 modalità di visualizzazione (Icone, Dettagli, Colonne), con la possibilità di associare una modalità differente per ogni cartella.
- Anteprime dei File: è possibile definire quali formati file rappresentare con un'anteprima, decidere se utilizzare le eventuali anteprime integrate nel file stesso e la dimensione massima dei file per cui generare un'anteprima.
- Anteprime delle cartelle[7]: ogni cartella mostra un'anteprima del suo contenuto se è possibile generare anteprime dei file in essa contenuti. Come per le anteprime dei file, anche questa caratteristica è attivabile o disattivabile a discrezione dell'utente.
- Divisione dello spazio di lavoro in 2 aree verticali per facilitare il confronto tra due cartelle, lo spostamento e la copia dei file.
- Possibilità di annullare un'operazione eseguita.
- Navigazione a schede.
- Rinomina di più file contemporaneamente.
- Impostazione libera della dimensione degli elementi visualizzati.